# شرکت نفت و گاز میانمار
شرکت نفت و گاز میانمار مشهور به MOGE شرکت دولتی نفت و گاز میانماری است، که در سال ۱۹۶۳ تأسیس شد.